# Czeremcha (Basses-Carpates)
Pour les articles homonymes, voir Czeremcha.
Czeremcha est une localité polonaise de la gmina de Jaśliska, située dans le powiat de Krosno en voïvodie des Basses-Carpates.